# Shigeru Egami
Shigeru Egami (Fukuoka, 7 dicembre 1912 – Tokyo, 8 gennaio 1981) è stato un karateka e maestro di karate giapponese.

## Biografia
Shigeru Egami nacque nella Prefettura di Fukuoka (isola di Kyūshū) nel 1912, in una famiglia di commercianti e costruttori edili.
In gioventù praticò Jūdō e Kendō. Nel 1924, studente delle scuole secondarie, vide per la prima volta alcune tecniche di Karate. Scrisse a tal proposito: 
Nel 1931 entrò alla facoltà di Commercio dell'Università di Waseda e per un breve periodo praticò Aikidō. 
Nello stesso anno incontrò il maestro Funakoshi, diventandone allievo e aiutandolo a fondare il club locale di Karate all'Università Waseda. 
Sempre lo stesso anno un suo compagno di Università iniziò la pratica nel medesimo club. Il suo nome era Genshin (Motonobu) Hironishi e la loro amicizia divenne talmente salda da durare tutta la vita. Hironishi scrisse: 
Nei primi anni trenta venne coinvolto nella divulgazione del Karate-dō in Giappone e partecipò, prima con Takeshi Shimoda poi, dopo la morte di quest'ultimo, con Yoshitaka Funakoshi, a numerose dimostrazioni. 
Scrisse a tal proposito: 
Questo accadeva attorno al 1934, circa dodici anni dopo la prima dimostrazione che il maestro fece a Tōkyō. 
Il Karate, in quei giorni, era considerato una mera tecnica di combattimento ma aveva un'aura di segretezza e mistero. Di conseguenza sembra che la curiosità fosse l'unico motore a spingere gruppi di persone ad assistere alle nostre dimostrazioni. 
Sebbene non conosca bene la carriera di Shimoda, so per certo che fu un esperto della scuola Nen-ryū di Kendō e studiò anche Ninjitsu. 
Per uno sfortunato volere del fato si ammalò dopo una delle nostre dimostrazioni e morì poco dopo. 
Shimoda era l'assistente del maestro Funakoshi e si occupava dell'insegnamento quando quest'ultimo era impegnato. Il suo posto venne preso dal terzo figlio del Maestro, Gigō (Yoshitaka), che non era solo un uomo dal carattere eccellente ma anche un grande esperto dell'arte. Sicuramente non c'era persona più qualificata per l'insegnamento ai giovani studenti. Comunque, poiché all'epoca era tecnico radiologo all'Università Imperiale di Tokyo e al Ministero dell'Educazione, si dimostrò piuttosto riluttante ad assumere anche questo incarico. Dopo le numerose pressioni da parte del padre e dei suoi studenti finì comunque per accettare e, di lì a poco, attirò la nostra ammirazione ed il nostro rispetto.»
A dispetto di un'apparente eccellente forma fisica, Egami, come anche Yoshitaka Funakoshi, soffriva già di seri problemi di salute. 
Fu scartato alla visita di incorporazione per il servizio militare in quanto aveva seri problemi polmonari e più tardi, all'età di 24 anni, contrasse la tubercolosi. 
A seguito della morte del fratello maggiore, Egami si sentì in dovere di tornare nell'isola di Kyūshū per seguire l'azienda familiare. 
Presto però lasciò questa occupazione in quanto non si sentiva adatto alla vita del commerciante e fece ritorno a Tōkyō impegnandosi, con Yoshitaka Funakoshi e Genshin Hironishi, allo sviluppo del Karate-dō. 
Erano state create nuove posizioni, come il fudo dachi, e nuove tecniche di calcio quali yoko geri (kekomi e keage), alcune forme di mawashi geri, fumikomi e ushiro geri. 
Le posizioni, in generale, erano divenute più basse e più ampie. 
Nel 1935 Egami aderì al comitato creato da Kichinosuke Saigo per la raccolta dei fondi per la costruzione di un Dojo dedicato esclusivamente alla pratica del Karate. 
Come già ricordato questo comitato costituì l'embrione del gruppo Shōtōkai. 
Riguardo alla costruzione del dōjō scrisse: 
Che gioia allenarsi in un dōjō così bello e per di più costruito con i nostri sforzi! La sensazione era quella di essere consanguinei e lo spirito con il quale ci esercitavamo risultò ancora più vigoroso. 
Naturalmente anche la felicità del vecchio maestro Funakoshi (Gichin) e del giovane (Yoshitaka) era grande; ogni volta che comparivano nel dōjō ci offrivano la loro guida con un sorriso in più.»
Sempre considerato uno degli allievi più attivi del M° Funakoshi, Egami iniziò ad insegnare Karate alle Università di Gakushūin, Toho e Chūō e fu l'istruttore più giovane ad essere eletto Membro del Comitato di Valutazione da Gichin Funakoshi. 
Nel corso della seconda guerra mondiale insegnò inoltre alla Nakano School che era un centro di addestramento per spie e commando giapponesi che il Maestro Mitsusuke Harada definisce una via di mezzo tra il MI5/MI6 (servizi segreti) e le SAS (Special Air Service) britannici. 
Nel 1945, alla fine della seconda guerra mondiale, Egami assistette in meno di un anno alla distruzione della casa e del Dojo del maestro Funakoshi e alla morte del maestro e grande amico Yoshitaka Funakoshi. 
Dopo la morte di Yoshitaka Funakoshi, Egami iniziò a sentirsi assillato dalla necessità di perseguire la Via da sempre indicata dal suo Maestro e individuata nel lavoro che aveva iniziato con Yoshitaka Funakoshi e Genshin Hironishi: la trasformazione dell'arte di Okinawa in un'arte del Budō giapponese, partendo dal Karate per giungere al Karate-dō. 
Fu proprio nell'ambito di questa sua ricerca che, per sciogliere il dubbio sull'efficacia dello tsuki, si fece ripetutamente colpire l'addome (con questo probabilmente aggravando il suo già compromesso stato di salute) dai colpi di pugno di diverse persone e concludendo che il tipo di attacco dei Karateka appariva essere quello meno efficace. 
Scrisse in proposito: 
L'esperienza personale mi ha insegnato che quest'ultimo è più resistente di quanto si possa pensare; le sue caratteristiche sono totalmente differenti da quelle di tavole e tegole, in più possiede uno "spirito" sottilmente inspiegabile. 
Quando non siamo certi della reale efficacia dei nostri colpi allora ci assale uno stato d'ansia non indifferente. Ho provato a porre il quesito che mi assillava a parecchie persone e le risposte sono state varie ma nessuno ha dichiarato d'esser certo del potere delle proprie azioni nonostante sembra che molti posseggano la forza sufficiente per infliggere un "colpo mortale". 
Un'antica tradizione giapponese, presa alla lettera, dice che o si crede ciecamente, oppure si mette da parte l'inquietudine interiore e ci si sforza di credere; io decisi di seguire il consiglio. 
In pratica non è così semplice pensare di trovare cavie disponibili né tantomeno persone pronte a infierire su di noi nonostante il palese consenso; qualcuno ci ha provato senza ottenere un gran risultato, e poi bisogna tenere conto del fatto che pochi sarebbero quelli inclini a rendere pubblico un esito di cui si vergognano. 
Affinché il colpo andasse a segno era indispensabile che il tempismo fosse perfetto, non approssimativo. Quando il rischio era la vita, peraltro quasi mai, mi è capitato di far mostra di colpi efficaci eppure ben lontani dall'essere letali; tuttavia, nei Kata e nelle tecniche messe in pratica in quelle occasioni c'era qualcosa di diverso dai Kata e dalle tecniche dell'allenamento abituale. Non c'è dubbio che i colpi andati a segno furono tali per puro caso, e questa non è solo la mia opinione, è il parere di persone che, come me, decine di migliaia di volte hanno percosso e si sono fatte picchiare l'addome e l'epigastrio: è la voce dell'esperienza che parla. 
Per rimuovere l'insicurezza ci si sforzò, si cercò di approfondire, migliorare, e ne emerse che "il Karate è la tecnica della concentrazione". Prima di tutto, fisicamente è nato dalla concentrazione della forza su un punto ben preciso; ciò significa che, in termini pratici, sia in caso di attacco che di difesa bisogna riunire tutta la potenza laddove intendiamo colpire l'avversario. Da qui ebbero inizio ulteriori ricerche che, condotte contemporaneamente alla disciplina di sempre, mi consentirono di capire che la "concentrazione" non è un fenomeno esclusivamente fisico bensì necessariamente e inevitabilmente "mentale". 
Come fare per rendere le proprie tecniche efficaci? Quali sono i colpi che funzionano davvero? Vorremmo proprio saperlo, e vorremmo anche conoscere il potere delle nostre azioni, peccato che nessuno ce ne offra l'occasione. Al sottoscritto non rimase che mettere a disposizione il proprio addome affinché più persone lo colpissero; sulla base degli effetti prodotti potei chiarire i miei dubbi. 
Il mio stomaco venne picchiato a volontà da svariati karateka, judoka, kendoka e boxer e la cosa più deplorevole fu il risultato: tutti quanti furono inefficaci e ciò che mi sconvolse alquanto fu l'esito sorprendente di perfetti incompetenti, persone che non avevano mai affrontato un allenamento che riuscivano a essere piu' potenti di chi si allenava. Rimasi sbalordito chiedendomi il perché, cercando le ragioni di una cosa simile, facendo confronti e tentando di scovare le differenze. 
Nel corso delle mie ricerche mi resi improvvisamente conto che l'allenamento portato avanti fino a quel momento in realtà irrigidiva, bloccando i movimenti, con l'illusione che producesse forza. Una volta scoperto il difetto si trattava di sciogliere le parti indurite rendendole elastiche, ragion per cui decisi di rimettere tutto allo studio.»
Intanto, il primo maggio 1949, veniva fondata la già citata Nihon Karate-dō Kyōkai (Japan Karate Association). Nonostante la fondazione e la supervisione da parte di uomini della corrente più tradizionale, Obata, Saigo, Hironishi, la JKA iniziò a poco a poco ad essere guidata da princìpi commerciali e da metodi e pratiche simili a quelli degli sport occidentali che culminò con l'emanazione del regolamento per le competizioni agonistiche (1955). 
Per questo motivo i tradizionalisti, tra cui i tre maestri sopracitati, lasciarono l'organizzazione. Il Maestro Funakoshi che inizialmente aveva gradito la popolarità che questo nuovo organismo stava riscuotendo, iniziò ad esserne preoccupato in quanto vedeva i valori essenziali del Karate-dō in forte rischio. 
Il 13 ottobre 1956, nella prefazione alla seconda edizione del libro Karate-dō Kyōhan scrive: 
Egami avverte questa preoccupazione e decide di seguire gli incoraggiamenti del proprio maestro e degli allievi più anziani a continuare nella Via del Budō. 
Già nel 1953 la ricerca di Egami aveva avuto una svolta positiva. Nel ricevere uno tsuki dal giovane Tadao Okuyama notò che quell'attacco era straordinariamente più efficace di tutti quelli che aveva ricevuto fino ad allora. 
Allora, a poco più di quarant'anni di età, Egami prese la decisione di cambiare radicalmente i concetti e le forme convenzionali di esecuzione. Iniziò ad adottare tecniche eseguite in decontrazione, evitando l'uso di forza non necessaria. 
Ricominciò così a pensare al modo di colpire apparentemente leggero e rilassato ma estremamente efficace che distingueva le tecniche di Takeshi Shimoda, Yoshitaka Funakoshi e dello stesso Maestro Gichin Funakoshi. 
Allo stesso tempo venne in contatto con Hoken (o Shōyō o Noriaki) Inoue, fondatore dello Shinwa Taidō (poi Shinei Taidō) e nipote del fondatore dell'Aikidō, Morihei Ueshiba. 
Dai contatti con Inoue iniziò ad interessarsi all'energia vitale e alla sua circolazione nel corpo umano. 
Nel 1955, in piena fase di ricerca, dovette essere sottoposto a due operazioni allo stomaco. Tali operazioni, a distanza ravvicinata, lo portarono all'impossibilità di nutrirsi normalmente tanto che giunse a pesare solo 37 chili. 
L'indebolimento era tale da non rendergli possibile alcun tipo di allenamento fisico. Il ricovero e lo stato di precarietà finanziaria legate all'impossibilità di svolgere una qualsiasi attività furono sorpassate con grande difficoltà e solo grazie all'aiuto di amici come Hironishi, Okuyama e Yanagizawa. 
Scrisse di quel periodo: 
Con queste parole in mente presi la decisione di vedere se mi fosse possibile praticare anche se mi trovavo in pessime condizioni fisiche. I risultati furono rassicuranti e trovai che mi era possibile praticare grazie all'oculata scelta di certi metodi. Avendo successo decisi di votare il resto della mia vita alla pratica del Karate.»
Nel 1956 fu tra i fondatori della Nihon Karate-dō Shōtōkai insieme al proprio maestro, a Hironishi, Obata e Noguchi. 
La morte di Gichin Funakoshi colpì profondamente Egami che era presente, con i familiari del proprio maestro, al capezzale di quest'ultimo quando questi esalò l'ultimo respiro. 
Questo triste evento e gli accadimenti che caratterizzarono i giorni immediatamente seguenti furono la scintilla che spinse Egami a proseguire con ancor maggiore determinazione nella propria ricerca. 
Dopo la morte del M° Funakoshi, Shigeru Egami divenne istruttore capo dello Shōtōkan, il Dojo del M° Funakoshi, nel frattempo ricostruito. 
Nel 1963, probabilmente stimolato dagli effetti del suo debole stato di salute, Egami scoprì tecniche che andavano oltre la mera esecuzione fisica, in particolare il tōate o colpo a distanza senza contatto fisico. 
Nel 1967, mentre conduceva una sessione di allenamento estivo all'Università di Chūō, fu colpito da attacco cardiaco e salvato in extremis grazie ad una tecnica di rianimazione applicatagli dal suo allievo Hiroyuki Aoki (futuro fondatore dello Shintaidō). Fu così che si trovò nuovamente per un lungo periodo confinato in un letto di ospedale. Questa esperienza però gli offrì una nuova visione delle cose. L'agonia della morte fisica provata per qualche minuto lo risvegliò ad un nuovo significato per la propria vita e per la pratica del Karate-dō. 
Egli, a tal proposito scrisse: 
Le condizioni erano quelle di un uomo di fronte alla morte. Indicibile dolore, sofferenza, malinconia - non fu cosa facile né tantomeno paragonabile all'amore per l'isolamento - e poi afflizione, paura e angoscia messe insieme sì da diventare una cosa acuta, penetrante. 
La partecipazione emotiva fu pressoché assoluta, io che avevo sempre ostentato un abituale stato di calma. 
Anche la gioia di quando ritornai alla vita fu straordinaria: vedevo tutto splendere, fu un'impressione reale, fu la felicità di sentire la vita. 
Fu l'acme del piacere, tanto che era come se avessi dovuto parlarne con tutti. È probabile che estasi sia il termine più adeguato per questa esperienza che mi fu dato di fare nell'arco di dieci o venti minuti, poiché ho provato di persona la dignità nonché la gioia di vivere. 
Torniamo a quella decina di minuti. 
L'amicizia delle persone intorno, i mutamenti dello spirito e poi il prodigio dello scambio tra gli esseri, tra gli animi, tra i corpi: non sono sicuro di essere in grado di raccontare quel che mi fu concesso di apprendere. L'uomo non è fatto per vivere da solo; sostenuto da molti, similmente alla maglia di una fitta rete vive in relazione agli altri, attraverso lo scambio con gli altri. Ecco ciò che compresi.»
Il destino gli concesse altri quindici anni di vita che egli dedicò integralmente alla trasmissione della Via tracciata dal suo maestro e da lui seguita e sviluppata. 
Inizialmente con gli scritti, poi con la sua presenza e la sua supervisione ai corsi, anni dopo attraverso la pratica adattata alla sua condizione fisica e all'età egli riuscì a trasmettere il suo metodo. 
Il 10 ottobre del 1980, durante una sessione d'allenamento per istruttori, le condizioni di salute del M° Egami si aggravarono e venne ricoverato in ospedale. 
Due giorni dopo fu colpito da emorragia cerebrale e da allora non riprese più conoscenza. Morì l'8 gennaio del 1981 in seguito a complicanze causate da una polmonite.